# BFM Business
Pour les articles homonymes, voir BFM.
Ne doit pas être confondu avec BFM TV, BFM Radio ou BFM Régions.
BFM Business (intitulée BFM pour Business FM jusqu'en 2009, puis BFM Radio jusqu'en 2010) est une chaîne de télévision et une station de radio française.
Créée fin 1991, cette radio d'informations économiques de catégorie D fait partie du groupe RMC BFM depuis 2002.
Depuis 2010, BFM Business est aussi une chaîne de télévision économique nationale.

## Historique
BFM est lancée le 16 novembre 1992 à Paris. Initialement, le projet d'une radio uniquement consacrée à l'économie est mené par Jacques Abergel et René Tendron,,. Ils sont rejoints par Patrick Fillioud lors du lancement de la radio sur les ondes,. BFM entame ses implantations en province dès 1995 en ouvrant une fréquence à Nancy, puis à Lyon et Grenoble en janvier 1996.
De sa naissance à 2002, la radio est en pertes financières chaque année. En 2002, alors en liquidation judiciaire, BFM est reprise par Alain Weill via le groupe NextRadio,. Cinq ans après, l'entreprise est redressée.
En avril 2009[réf. souhaitée], BFM devient BFM Radio afin de limiter toute confusion avec BFM TV, chaîne de télévision d'information en continu faisant elle aussi partie du groupe NextRadioTV. En juillet 2010, le maillage territorial de la radio compte une trentaine de fréquences.
Le 22 novembre 2010, BFM Radio est renommée BFM Business et une nouvelle chaîne de télévision d'information financière baptisée du même nom est lancée par la même occasion. Ainsi, BFM Business devient à la fois une radio et une télévision, ce qui est présenté comme « un média unique au monde » par NextRadioTV.
Parmi les différents canaux de diffusion, BFM Business est notamment accessible sur le canal 24 de la TNT francilienne (auparavant occupé par ex-Cap 24) et prend alors le nom de BFM Business Paris durant les trois heures quotidiennes de décrochage local en Île-de-France. La chaîne vise toujours les catégories socio-professionnelles supérieures, en particulier les cadres.
Le CSA annonce en juillet 2016 que BFM Business Paris (la déclinaison francilienne de BFM Business) est autorisée à devenir BFM Paris à compter du 7 novembre 2016. La version nationale restera quant à elle disponible sur les boxes et le câble.
Depuis le 22 octobre 2018, Good Morning Business est co-diffusée sur RMC Story, chaîne gratuite du groupe NextRadioTV, et à partir du 23 août 2021, Good Morning Business est diffusé sur RMC Découverte.
BFM Business est classée au 27e rang pour le mois de décembre 2024 pour les radios françaises selon l'ACPM avec une moyenne de 1 000 000 d'écoutes par mois en 2024.

## Identité de la station

### Habillage
Le 24 août 2020, la chaine adopte un nouvel habillage inspiré de celui de BFM TV.[réf. nécessaire]

### Logos

Logo de 2000 à 2002.
Logo de 2002 à 2005.
Logo de 2005 à avril 2009.
Logo d'avril 2009 à novembre 2010.
Logo du 22 novembre 2010 au 28 août 2016.
Logo du 29 août 2016 au 22 janvier 2020.
Logo du 22 janvier 2020 à 2023.
Logo depuis 2023.

### Slogans
- décembre 2002 - novembre 2010 : « La radio de l'économie »[17]
- novembre 2010 - septembre 2014[18] : « Numéro 1 sur l'économie »
- septembre 2014 - février 2015 : « Il est temps de parler d'économie »
- février 2015 - août 2023 : « La France a tout pour réussir »
- depuis août 2023 : « Premiers sur l'éco »

### Orientation politique
L'association Acrimed (Action critique medias) de gauche critique l'orientation de la radio, qu'elle qualifie de « bouillie libérale ».
En 1999, Serge Halimi dans Le Monde diplomatique publie un article (intitulé « La lancinante petite musique des chroniques économiques ») qui s’appuie sur le décryptage de plus de 100 chroniques enregistrées entre le 15 février et le 15 mars 1999, sur plusieurs radios françaises dont BFM,.

## Organisation

### Dirigeants et effectifs
Président-directeur général d'Altice Média
- de novembre 2000 à juin 2021 : Alain Weill
- de juillet 2021 au 2 juillet 2024 : Arthur Dreyfuss
- depuis juillet 2024 : Nicolas de Tavernost

Directeur Général délégué, chargé de l’information et du sport du pôle audiovisuel
- depuis juillet 2019 : Hervé Beroud

Directeur Général
- Arnaud de Courcelles

Directeur de la rédaction
- Christophe Jakubyszyn

### Siège
Le siège de BFM Business se situe au 2 rue du Général-Alain-de-Boissieu dans le 15e arrondissement de Paris. Elle rejoint les locaux de RMC Story, RMC Découverte, RMC Sport, BFM TV, BFM Radio, BFM Paris Île-de-France, les sièges du réseau BFM Régions et d’Altice Média.

## Diffusion

### Station de radio nationale
BFM Business est accessible dans la plupart des grandes villes de France, en modulation de fréquence (FM). Il n'existe cependant pas de fréquence radio à Montpellier, Saint-Étienne, Le Havre, Dijon et Nîmes[réf. souhaitée]. Depuis 2020, BFM Business est diffusée sur la radio numérique terrestre en DAB+.

### Télévision
BFM Business était également disponible sur la TNT francilienne entre 2010 et 2016 sous le nom de BFM Business Paris. Elle était accessible sur le canal 24 du Multi 7 depuis novembre 2010, puis sur le canal 34 à partir de décembre 2012. BFM Business Paris a ensuite été déplacée sur le canal 30 du multiplex R1 en avril 2016 avant d'être finalement remplacée par BFM Paris en novembre de la même année.
BFM Business propose aussi ses programmes via son site internet et son application mobile.